# Dino Baggio
Dino Baggio (Camposampiero, 24 luglio 1971) è un allenatore di calcio ed ex calciatore italiano, di ruolo centrocampista. Nel 1994 è stato vicecampione del mondo con la nazionale italiana. È il giocatore con più gol realizzati nelle finali di Coppa UEFA/Europa League (cinque reti distribuite in due finali di andata e ritorno).
Ribattezzato Baggio 2 dalla stampa italiana per distinguerlo dal corregionale Roberto Baggio di cui non è familiare né parente (i due sono stati compagni di squadra alla Juventus e in nazionale), in maglia azzurra conta 60 presenze con sette reti, e ha preso parte a due Mondiali (1994 e 1998) e un Europeo (1996).

## Biografia

### Carriera

Con un inserimento dalle retrovie, una delle sue specialità, Dino Baggio segna alla Juventus il definitivo 1-1 nella finale di ritorno della Coppa UEFA 1994-1995, rete che consegnò al Parma il trofeo

Incontrista affidabile, completo e forte fisicamente, dotato di corsa e spirito di sacrificio, si distinse per la sua grinta agonistica e per le sue abilità nel contenimento e nei contrasti; queste caratteristiche gli permisero di diventare uno dei migliori centrocampisti italiani degli anni novanta. Grazie alla sua duttilità tattica, era capace di coprire qualsiasi ruolo a centrocampo; infatti, nonostante giocasse prevalentemente come mediano con attitudini difensive, durante la carriera è stato impiegato in quasi tutti i ruoli in campo.
Nonostante fosse prevalentemente un interdittore, era anche capace di contribuire in fase offensiva, grazie alle sue abilità di effettuare inserimenti e alle sue doti nel gioco aereo e nelle conclusioni dalla distanza. Era inoltre dotato di una discreta tecnica individuale e di una visione di gioco che lo rendevano capace di effettuare precisi lanci per i compagni.

#### Giocatore
Comincia a muovere i primi passi a cinque anni nel campo di Tombolo, in provincia di Padova. A tredici anni viene notato dai dirigenti del Torino. Cresciuto calcisticamente nella squadra granata, esordisce in Serie A in Torino-Lazio (0-0) del 9 settembre 1990. Con i granata vincerà la Serie B del 1989-1990 e l'anno successivo vinceranno la Coppa Mitropa 1991. Divenuto presto titolare, alla fine della stagione in maglia granata colleziona 25 presenze e un gol. Nel 1991 viene ceduto alla Juventus per 9,8 miliardi, che lo gira in prestito all'Inter per una stagione, durante la quale il giocatore colleziona 27 presenze e un gol.
Tornato alla Juventus, diviene titolare vincendo la Coppa UEFA in finale contro il Borussia Dortmund: è stato il protagonista della doppia finale segnando il gol del pareggio all'andata (3-1) e una doppietta nel ritorno (3-0). Rimane ancora una stagione coi bianconeri prima di passare definitivamente al Parma di Nevio Scala per 14 miliardi di lire, con ingaggio da 1,8 miliardi netti a stagione per quattro anni.
Al primo anno vince Coppa UEFA, la prima per il Parma, proprio contro la sua ex-squadra con Baggio ancora una volta protagonista: all'andata finisce 1-0 con gol del centrocampista mentre nel ritorno pareggiò di testa l'iniziale vantaggio di Vialli (1-1). Ciò fu sufficiente per alzare al cielo il suo secondo titolo europeo, terzo per il Parma. Rimane sempre titolare sia con Carlo Ancelotti sia con Alberto Malesani. Con quest'ultimo vince per la terza volta, la Coppa UEFA in finale contro i francesi dell'Olympique Marsiglia. Nell'andata dei sedicesimi di finale contro i polacchi del Wisła Cracovia, Baggio viene ferito alla testa da un coltello lanciato da un tifoso che gli causa cinque punti di sutura. A causa di ciò il Wisła viene sospeso dalle coppe europee per un anno. Nello stesso anno conquista la Coppa Italia in finale contro la Fiorentina e ad agosto la Supercoppa italiana sul Milan campione d'Italia.

Dino Baggio alla Juventus, esultante dopo il suo secondo gol nella vittoriosa finale di ritorno della Coppa UEFA 1992-1993

Durante la partita Parma-Juventus del 9 gennaio 2000, in quel momento scontro al vertice per la vittoria del campionato, commise un fallo su Zambrotta, sanzionato con il cartellino rosso dall'arbitro Farina e seguito dal gesto del pollice e indice sfregati a mo' di contasoldi e da uno sputo a terra. Venne squalificato per due partite (inizialmente sei) e multato dal Parma per 20 milioni di lire, oltre a saltare la partita amichevole della Nazionale contro la Svezia del 23 febbraio 2000 per decisione di Luciano Nizzola, allora presidente della FIGC. In seguito non verrà più convocato in nazionale, saltando anche i successivi Europei.
Nell'ottobre del 2000 viene acquistato dai Campioni d'Italia in carica, la Lazio, e nel 2003 viene ceduto in prestito agli inglesi del Blackburn Rovers. A gennaio è di nuovo in Italia, all'Ancona, dove si trasferisce sempre con la formula del prestito. Torna poi nel 2004 alla Lazio dove viene messo ai margini della rosa di prima squadra tanto che, insieme al compagno Paolo Negro, avvia una causa per mobbing contro la società del presidente Claudio Lotito. Tra il 2000 e il 2005, ha giocato solo sprazzi di 67 incontri con la Lazio, il Blackburn e l'Ancona.
Nel 2005 passa alla Triestina, per ripartire con una nuova esperienza dalla Serie B; dopo tre presenze decide, nell'ottobre dello stesso anno, di rescindere il contratto con gli alabardati e di ritirarsi.
Nel febbraio del 2008, dopo due anni e mezzo dal suo apparente ritiro, torna al calcio giocato. All'età di quasi trentasette anni milita in Terza Categoria, nella squadra del Tombolo, allenata dal suo primo allenatore, Cesare Crivellaro.
In Serie A ha disputato 333 partite realizzando 25 gol. Nelle coppe europee conta 73 partite con tredici gol.

Dino Baggio in nazionale nel 1993, pressato da un avversario portoghese

##### Nazionali giovanili
Con la nazionale Under-21, guidata da Cesare Maldini, ha vinto l'Europeo Under-21 del 1992, e nello stesso anno ha partecipato alle successive Olimpiadi di Barcellona.

##### Nazionale maggiore
Convocato dal neo commissario tecnico Arrigo Sacchi, esordisce in nazionale maggiore il 21 dicembre 1991, a 20 anni, giocando titolare nell'ultima partita delle qualificazioni a Euro 1992, vinta per 2-0 contro Cipro a Foggia.
Realizza la sua prima rete in nazionale il 24 febbraio 1993, a Oporto, nella gara delle qualificazioni mondiali vinta 3-1 in trasferta contro il Portogallo. Divenuto titolare, forma per numerosi anni l'asse centrale di centrocampo con il coetaneo Demetrio Albertini.
Partecipa al Mondiale 1994 negli Stati Uniti, dove è protagonista e segna due reti: nelle vittorie contro la Norvegia (1-0) nella fase a gironi e la Spagna (2-1) nei quarti di finale. Scende in campo in tutte e sette le gare della rassegna iridata e gioca da titolare la finale del 17 luglio 1994 persa solo ai rigori contro il Brasile.
Prende parte al successivo Europeo 1996 in Inghilterra, dove l'Italia viene eliminata al primo turno. In questa manifestazione, tuttavia, scende in campo solo nella seconda gara del girone, persa 2-1 contro la Rep. Ceca. Di seguito, con il selezionatore Cesare Maldini, Baggio partecipa al Mondiale 1998, dove è titolare nelle cinque gare disputate dall'Italia che viene eliminata nei quarti di finale, dopo i rigori, dai padroni di casa della Francia.
Viene confermato anche nella successiva gestione di Dino Zoff, fino all'amichevole del 13 novembre 1999 persa contro il Belgio (1-3) a Lecce, che rimane la sua ultima partita in maglia azzurra.
In nazionale ha totalizzato 60 presenze e 7 gol.

#### Allenatore
Dal 2011 al 2012 ricopre il ruolo di maestro della tecnica nelle giovanili del Padova.

## Vita privata
Amante del teatro, ha esordito l'8 marzo 2008 al teatro Accademico di Castelfranco Veneto nei panni di un soldato romano ne La Passione di Cristo, con la compagnia Va Pensiero di Tombolo. Nella compagnia recita anche sua moglie, Maria Teresa Mattei, ex ragazza di Non è la Rai e nel cast di Buona Domenica fino al matrimonio. La coppia ha due figli maschi: Leonardo e Alessandro.

## Statistiche

### Presenze e reti nei club
| Stagione        | Squadra          | Campionato      | Campionato | Campionato | Coppe nazionali | Coppe nazionali | Coppe nazionali | Coppe continentali | Coppe continentali | Coppe continentali | Altre coppe | Altre coppe | Altre coppe | Totale | Totale |
| Stagione        | Squadra          | Comp            | Pres       | Reti       | Comp            | Pres            | Reti            | Comp               | Pres               | Reti               | Comp        | Pres        | Reti        | Pres   | Reti   |
| --------------- | ---------------- | --------------- | ---------- | ---------- | --------------- | --------------- | --------------- | ------------------ | ------------------ | ------------------ | ----------- | ----------- | ----------- | ------ | ------ |
| 1989-1990       | Torino           | B               | 3          | 0          | CI              | 0               | 0               | -                  | -                  | -                  | -           | -           | -           | 3      | 0      |
| 1990-1991       | Torino           | A               | 25         | 2          | CI              | 6               | 0               | CM                 | 0                  | 0                  | -           | -           | -           | 31     | 2      |
| Totale Torino   | Totale Torino    | Totale Torino   | 28         | 2          |                 | 6               | 0               |                    | 0                  | 0                  |             | -           | -           | 34     | 2      |
| 1991-1992       | Inter            | A               | 27         | 1          | CI              | 5               | 1               | CU                 | 2                  | 0                  | -           | -           | -           | 34     | 2      |
| 1992-1993       | Juventus         | A               | 32         | 1          | CI              | 7               | 3               | CU                 | 9                  | 5                  | -           | -           | -           | 48     | 9      |
| 1993-1994       | Juventus         | A               | 17         | 0          | CI              | 2               | 0               | CU                 | 6                  | 1                  | -           | -           | -           | 25     | 0      |
| Totale Juventus | Totale Juventus  | Totale Juventus | 49         | 1          |                 | 9               | 3               |                    | 15                 | 5                  |             | -           | -           | 73     | 9      |
| 1994-1995       | Parma            | A               | 31         | 6          | CI              | 7               | 1               | CU                 | 11                 | 5                  | -           | -           | -           | 49     | 12     |
| 1995-1996       | Parma            | A               | 28         | 4          | CI              | 1               | 0               | CdC                | 4                  | 1                  | SI          | 1           | 0           | 34     | 5      |
| 1996-1997       | Parma            | A               | 31         | 2          | CI              | 1               | 0               | CU                 | 2                  | 0                  | -           | -           | -           | 34     | 2      |
| 1997-1998       | Parma            | A               | 29         | 5          | CI              | 6               | 0               | UCL                | 8                  | 0                  | -           | -           | -           | 43     | 5      |
| 1998-1999       | Parma            | A               | 29         | 2          | CI              | 5               | 0               | CU                 | 8                  | 0                  | -           | -           | -           | 42     | 2      |
| 1999-2000       | Parma            | A               | 24+1       | 0+0        | CI              | 0               | 0               | UCL+CU             | 2+7                | 0+1                | SI          | 1           | 0           | 35     | 1      |
| lug.-set. 2000  | Parma            | A               | 0          | 0          | CI              | 2               | 0               | CU                 | 1                  | 0                  | -           | -           | -           | 3      | 0      |
| Totale Parma    | Totale Parma     | Totale Parma    | 173        | 19         |                 | 22              | 1               |                    | 43                 | 7                  |             | 2           | 0           | 240    | 27     |
| ott. 2000-2001  | Lazio            | A               | 25         | 1          | CI              | 1               | 0               | UCL                | 0                  | 0                  | -           | -           | -           | 26     | 1      |
| 2001-2002       | Lazio            | A               | 15         | 0          | CI              | 3               | 0               | UCL                | 3                  | 0                  | -           | -           | -           | 21     | 0      |
| 2002-2003       | Lazio            | A               | 4          | 0          | CI              | 3               | 0               | CU                 | 8                  | 0                  | -           | -           | -           | 15     | 0      |
| 2003-gen. 2004  | Blackburn Rovers | PL              | 9          | 1          | FACup           | 1               | 0               | CU                 | 2                  | 0                  | -           | -           | -           | 12     | 1      |
| gen.-giu. 2004  | Ancona           | A               | 13         | 0          | CI              | 0               | 0               | -                  | -                  | -                  | -           | -           | -           | 13     | 0      |
| 2004-2005       | Lazio            | A               | 0          | 0          | CI              | 0               | 0               | CU                 | 0                  | 0                  | SI          | 0           | 0           | 0      | 0      |
| Totale Lazio    | Totale Lazio     | Totale Lazio    | 44         | 1          |                 | 7               | 0               |                    | 11                 | 0                  |             | -           | -           | 62     | 1      |
| 2005-2006       | Triestina        | B               | 3          | 0          | CI              | 0               | 0               | -                  | -                  | -                  | -           | -           | -           | 3      | 0      |
| 2007-2008       | Tombolo          | 3ª Cat.         | 2+         | 1+         | -               | -               | -               | -                  | -                  | -                  | -           | -           | -           | 2+     | 1+     |
| Totale carriera | Totale carriera  | Totale carriera | 348+       | 26+        |                 | 50              | 5               |                    | 73                 | 12                 |             | 2           | 0           | 473+   | 43+    |

### Cronologia presenze e reti in nazionale
| Cronologia completa delle presenze e delle reti in nazionale ― Italia | Cronologia completa delle presenze e delle reti in nazionale ― Italia | Cronologia completa delle presenze e delle reti in nazionale ― Italia | Cronologia completa delle presenze e delle reti in nazionale ― Italia | Cronologia completa delle presenze e delle reti in nazionale ― Italia | Cronologia completa delle presenze e delle reti in nazionale ― Italia | Cronologia completa delle presenze e delle reti in nazionale ― Italia | Cronologia completa delle presenze e delle reti in nazionale ― Italia |
| Data                                                                  | Città                                                                 | In casa                                                               | Risultato                                                             | Ospiti                                                                | Competizione                                                          | Reti                                                                  | Note                                                                  |
| --------------------------------------------------------------------- | --------------------------------------------------------------------- | --------------------------------------------------------------------- | --------------------------------------------------------------------- | --------------------------------------------------------------------- | --------------------------------------------------------------------- | --------------------------------------------------------------------- | --------------------------------------------------------------------- |
| 21-12-1991                                                            | Foggia                                                                | Italia                                                                | 2 – 0                                                                 | Cipro                                                                 | Qual. Euro 1992                                                       | -                                                                     |                                                                       |
| 9-9-1992                                                              | Eindhoven                                                             | Paesi Bassi                                                           | 2 – 3                                                                 | Italia                                                                | Amichevole                                                            | -                                                                     | 89’                                                                   |
| 20-1-1993                                                             | Firenze                                                               | Italia                                                                | 2 – 0                                                                 | Messico                                                               | Amichevole                                                            | -                                                                     | 46’                                                                   |
| 24-2-1993                                                             | Porto                                                                 | Portogallo                                                            | 1 – 3                                                                 | Italia                                                                | Qual. Mondiali 1994                                                   | 1                                                                     |                                                                       |
| 24-3-1993                                                             | Palermo                                                               | Italia                                                                | 6 – 1                                                                 | Malta                                                                 | Qual. Mondiali 1994                                                   | 1                                                                     |                                                                       |
| 14-4-1993                                                             | Trieste                                                               | Italia                                                                | 2 – 0                                                                 | Estonia                                                               | Qual. Mondiali 1994                                                   | -                                                                     | 68’                                                                   |
| 1-5-1993                                                              | Berna                                                                 | Svizzera                                                              | 1 – 0                                                                 | Italia                                                                | Qual. Mondiali 1994                                                   | -                                                                     |                                                                       |
| 13-10-1993                                                            | Roma                                                                  | Italia                                                                | 3 – 1                                                                 | Scozia                                                                | Qual. Mondiali 1994                                                   | -                                                                     |                                                                       |
| 17-11-1993                                                            | Milano                                                                | Italia                                                                | 1 – 0                                                                 | Portogallo                                                            | Qual. Mondiali 1994                                                   | 1                                                                     |                                                                       |
| 23-3-1994                                                             | Stoccarda                                                             | Germania                                                              | 2 – 1                                                                 | Italia                                                                | Amichevole                                                            | 1                                                                     | 71’                                                                   |
| 27-5-1994                                                             | Parma                                                                 | Italia                                                                | 2 – 0                                                                 | Finlandia                                                             | Amichevole                                                            | -                                                                     |                                                                       |
| 3-6-1994                                                              | Roma                                                                  | Italia                                                                | 1 – 0                                                                 | Svizzera                                                              | Amichevole                                                            | -                                                                     |                                                                       |
| 11-6-1994                                                             | New Haven                                                             | Italia                                                                | 1 – 0                                                                 | Costa Rica                                                            | Amichevole                                                            | -                                                                     | 46’                                                                   |
| 18-6-1994                                                             | New York                                                              | Italia                                                                | 0 – 1                                                                 | Irlanda                                                               | Mondiali 1994 - 1º turno                                              | -                                                                     |                                                                       |
| 23-6-1994                                                             | New York                                                              | Italia                                                                | 1 – 0                                                                 | Norvegia                                                              | Mondiali 1994 - 1º turno                                              | 1                                                                     |                                                                       |
| 28-6-1994                                                             | Washington                                                            | Italia                                                                | 1 – 1                                                                 | Messico                                                               | Mondiali 1994 - 1º turno                                              | -                                                                     | 65’                                                                   |
| 5-7-1994                                                              | Boston                                                                | Nigeria                                                               | 1 – 2 dts                                                             | Italia                                                                | Mondiali 1994 - Ottavi di finale                                      | -                                                                     | 46’                                                                   |
| 9-7-1994                                                              | Boston                                                                | Italia                                                                | 2 – 1                                                                 | Spagna                                                                | Mondiali 1994 - Quarti di finale                                      | 1                                                                     |                                                                       |
| 13-7-1994                                                             | New York                                                              | Italia                                                                | 2 – 1                                                                 | Bulgaria                                                              | Mondiali 1994 - Semifinale                                            | -                                                                     | 55’                                                                   |
| 17-7-1994                                                             | Los Angeles                                                           | Brasile                                                               | 0 – 0 dts (3 – 2 dtr)                                                 | Italia                                                                | Mondiali 1994 - Finale                                                | -                                                                     | 95’                                                                   |
| 7-9-1994                                                              | Maribor                                                               | Slovenia                                                              | 1 – 1                                                                 | Italia                                                                | Qual. Euro 1996                                                       | -                                                                     | 55’                                                                   |
| 8-10-1994                                                             | Tallinn                                                               | Estonia                                                               | 0 – 2                                                                 | Italia                                                                | Qual. Euro 1996                                                       | -                                                                     |                                                                       |
| 16-11-1994                                                            | Palermo                                                               | Italia                                                                | 1 – 2                                                                 | Croazia                                                               | Qual. Euro 1996                                                       | 1                                                                     |                                                                       |
| 21-12-1994                                                            | Pescara                                                               | Italia                                                                | 3 – 1                                                                 | Turchia                                                               | Amichevole                                                            | -                                                                     | 71’                                                                   |
| 25-3-1995                                                             | Salerno                                                               | Italia                                                                | 4 – 1                                                                 | Estonia                                                               | Qual. Euro 1996                                                       | -                                                                     |                                                                       |
| 26-4-1995                                                             | Vilnius                                                               | Lituania                                                              | 0 – 1                                                                 | Italia                                                                | Qual. Euro 1996                                                       | -                                                                     | 22’                                                                   |
| 19-6-1995                                                             | Losanna                                                               | Svizzera                                                              | 0 – 1                                                                 | Italia                                                                | Torneo del Centenario della Federazione Svizzera                      | -                                                                     | 46’                                                                   |
| 6-9-1995                                                              | Udine                                                                 | Italia                                                                | 1 – 0                                                                 | Slovenia                                                              | Qual. Euro 1996                                                       | -                                                                     | 81’                                                                   |
| 11-11-1995                                                            | Bari                                                                  | Italia                                                                | 3 – 1                                                                 | Ucraina                                                               | Qual. Euro 1996                                                       | -                                                                     | 46’                                                                   |
| 29-5-1996                                                             | Cremona                                                               | Italia                                                                | 2 – 2                                                                 | Belgio                                                                | Amichevole                                                            | -                                                                     | 65’                                                                   |
| 14-6-1996                                                             | Liverpool                                                             | Rep. Ceca                                                             | 2 – 1                                                                 | Italia                                                                | Euro 1996 - 1º turno                                                  | -                                                                     | 38’                                                                   |
| 9-10-1996                                                             | Perugia                                                               | Italia                                                                | 1 – 0                                                                 | Georgia                                                               | Qual. Mondiali 1998                                                   | -                                                                     | 60’                                                                   |
| 6-11-1996                                                             | Sarajevo                                                              | Bosnia ed Erzegovina                                                  | 2 – 1                                                                 | Italia                                                                | Amichevole                                                            | -                                                                     | 46’                                                                   |
| 22-1-1997                                                             | Palermo                                                               | Italia                                                                | 2 – 0                                                                 | Irlanda del Nord                                                      | Amichevole                                                            | -                                                                     |                                                                       |
| 12-2-1997                                                             | Londra                                                                | Inghilterra                                                           | 0 – 1                                                                 | Italia                                                                | Qual. Mondiali 1998                                                   | -                                                                     |                                                                       |
| 29-3-1997                                                             | Trieste                                                               | Italia                                                                | 3 – 0                                                                 | Moldavia                                                              | Qual. Mondiali 1998                                                   | -                                                                     |                                                                       |
| 2-4-1997                                                              | Chorzów                                                               | Polonia                                                               | 0 – 0                                                                 | Italia                                                                | Qual. Mondiali 1998                                                   | -                                                                     |                                                                       |
| 30-4-1997                                                             | Napoli                                                                | Italia                                                                | 3 – 0                                                                 | Polonia                                                               | Qual. Mondiali 1998                                                   | -                                                                     | 85’                                                                   |
| 4-6-1997                                                              | Nantes                                                                | Italia                                                                | 0 – 2                                                                 | Inghilterra                                                           | Torneo di Francia                                                     | -                                                                     |                                                                       |
| 8-6-1997                                                              | Lione                                                                 | Italia                                                                | 3 – 3                                                                 | Brasile                                                               | Torneo di Francia                                                     | -                                                                     | 46’                                                                   |
| 10-9-1997                                                             | Tbilisi                                                               | Georgia                                                               | 0 – 0                                                                 | Italia                                                                | Qual. Mondiali 1998                                                   | -                                                                     |                                                                       |
| 11-10-1997                                                            | Roma                                                                  | Italia                                                                | 0 – 0                                                                 | Inghilterra                                                           | Qual. Mondiali 1998                                                   | -                                                                     |                                                                       |
| 29-10-1997                                                            | Mosca                                                                 | Russia                                                                | 1 – 1                                                                 | Italia                                                                | Qual. Mondiali 1998                                                   | -                                                                     |                                                                       |
| 15-11-1997                                                            | Napoli                                                                | Italia                                                                | 1 – 0                                                                 | Russia                                                                | Qual. Mondiali 1998                                                   | -                                                                     |                                                                       |
| 28-1-1998                                                             | Catania                                                               | Italia                                                                | 3 – 0                                                                 | Slovacchia                                                            | Amichevole                                                            | -                                                                     | 55’                                                                   |
| 22-4-1998                                                             | Parma                                                                 | Italia                                                                | 3 – 1                                                                 | Paraguay                                                              | Amichevole                                                            | -                                                                     |                                                                       |
| 11-6-1998                                                             | Bordeaux                                                              | Italia                                                                | 2 – 2                                                                 | Cile                                                                  | Mondiali 1998 - 1º turno                                              | -                                                                     |                                                                       |
| 17-6-1998                                                             | Montpellier                                                           | Italia                                                                | 3 – 0                                                                 | Camerun                                                               | Mondiali 1998 - 1º turno                                              | -                                                                     |                                                                       |
| 23-6-1998                                                             | Saint-Denis                                                           | Italia                                                                | 2 – 1                                                                 | Austria                                                               | Mondiali 1998 - 1º turno                                              | -                                                                     |                                                                       |
| 27-6-1998                                                             | Marsiglia                                                             | Italia                                                                | 1 – 0                                                                 | Norvegia                                                              | Mondiali 1998 - Ottavi di finale                                      | -                                                                     |                                                                       |
| 3-7-1998                                                              | Parigi                                                                | Italia                                                                | 0 – 0 dts (3 - 4 dtr)                                                 | Francia                                                               | Mondiali 1998 - Quarti di finale                                      | -                                                                     | 52’                                                                   |
| 5-9-1998                                                              | Liverpool                                                             | Galles                                                                | 0 – 2                                                                 | Italia                                                                | Qual. Euro 2000                                                       | -                                                                     |                                                                       |
| 10-10-1998                                                            | Udine                                                                 | Italia                                                                | 2 – 0                                                                 | Svizzera                                                              | Qual. Euro 2000                                                       | -                                                                     |                                                                       |
| 18-11-1998                                                            | Salerno                                                               | Italia                                                                | 2 – 2                                                                 | Spagna                                                                | Amichevole                                                            | -                                                                     | 46’                                                                   |
| 16-12-1998                                                            | Roma                                                                  | Italia                                                                | 6 – 2                                                                 | World Stars                                                           | Amichevole                                                            | -                                                                     | 46’                                                                   |
| 10-2-1999                                                             | Pisa                                                                  | Italia                                                                | 0 – 0                                                                 | Norvegia                                                              | Amichevole                                                            | -                                                                     | 46’                                                                   |
| 27-3-1999                                                             | Copenaghen                                                            | Danimarca                                                             | 1 – 2                                                                 | Italia                                                                | Qual. Euro 2000                                                       | -                                                                     |                                                                       |
| 31-3-1999                                                             | Ancona                                                                | Italia                                                                | 1 – 1                                                                 | Bielorussia                                                           | Qual. Euro 2000                                                       | -                                                                     |                                                                       |
| 8-9-1999                                                              | Napoli                                                                | Italia                                                                | 2 – 3                                                                 | Danimarca                                                             | Qual. Euro 2000                                                       | -                                                                     | 46’                                                                   |
| 13-11-1999                                                            | Lecce                                                                 | Italia                                                                | 1 – 3                                                                 | Belgio                                                                | Amichevole                                                            | -                                                                     |                                                                       |
| Totale                                                                |                                                                       | Presenze (30º posto)                                                  | 60                                                                    |                                                                       | Reti (49º posto)                                                      | 7                                                                     |                                                                       |

## Palmarès

### Giocatore

#### Club

##### Competizioni nazionali
- Campionato italiano di Serie B: 1

Torino: 1989-1990
- Coppa Italia: 1

Parma: 1998-1999
- Supercoppa italiana: 1

Parma: 1999

##### Competizioni internazionali
- Coppa Mitropa: 1

Torino: 1991
- Coppa UEFA: 3

Juventus: 1992-1993
Parma: 1994-1995, 1998-1999

#### Nazionale
- Campionato d'Europa Under-21: 1

1992